# Rana chapaensis
Rana chapaensis é uma espécie de anfíbio da família Ranidae.
Pode ser encontrada nos seguintes países: Tailândia, Vietname, e possivelmente Camboja e Laos.
Os seus habitats naturais são: florestas subtropicais ou tropicais húmidas de baixa altitude, regiões subtropicais ou tropicais húmidas de alta altitude, rios, marismas intermitentes de água doce, pastagens e florestas secundárias altamente degradadas.
Está ameaçada por perda de habitat.